# Кирххайм-им-Иннкрайс
Кирххайм-им-Иннкрайс (нем. Kirchheim im Innkreis) — община (нем. Gemeinde) в Австрии, в федеральной земле Верхняя Австрия. 
Входит в состав округа Рид-им-Иннкрайс.  Население составляет 700 человек (на 31 декабря 2005 года). Занимает площадь 10 км². Официальный код  —  41211.

## Политическая ситуация
Бургомистр общины — Йохан Хартль (АНП) по результатам выборов 2003 года.
Совет представителей общины (нем. Gemeinderat) состоит из 13 мест.
- АНП занимает 6 мест.
- СДПА занимает 4 места.
- АПС занимает 3 места.